# Seznam ministrů pro legislativu České republiky
Seznam ministrů pro legislativu ČR představuje chronologický přehled ministrů bez portfeje vlády České republiky, kteří byli zároveň předsedy Legislativní rady vlády ČR a kterým případně byla přímo při jmenování do funkce svěřena gesce legislativy.
Funkce ministra bez portfeje – předsedy Legislativní rady vlády ČR se poprvé objevila ve vládě Josefa Tošovského, kde jí zastával zastával lidovec Miloslav Výborný. První ministr vysloveně pověřený legislativou byl Jiří Dienstbier mladší z ČSSD ve vládě Bohuslava Sobotky.
Ministr sídlí při Úřadu vlády ČR bez aparátu ministerstva.

## Seznam ministrů
| Pořadí                                                     | Portrét                                    | Ministr                                    | Funkční období                             | Funkční období                             | Funkční období                             | Strana                                     | Strana                                     | Vláda                                      |
| Pořadí                                                     | Portrét                                    | Ministr                                    | Nástup do úřadu                            | Opuštění úřadu                             | Dny v úřadu                                | Strana                                     | Strana                                     | Vláda                                      |
| Ministr – předseda Legislativní rady vlády                 | Ministr – předseda Legislativní rady vlády | Ministr – předseda Legislativní rady vlády | Ministr – předseda Legislativní rady vlády | Ministr – předseda Legislativní rady vlády | Ministr – předseda Legislativní rady vlády | Ministr – předseda Legislativní rady vlády | Ministr – předseda Legislativní rady vlády | Ministr – předseda Legislativní rady vlády |
| ---------------------------------------------------------- | ------------------------------------------ | ------------------------------------------ | ------------------------------------------ | ------------------------------------------ | ------------------------------------------ | ------------------------------------------ | ------------------------------------------ | ------------------------------------------ |
| 1.                                                         |                                            | Miloslav Výborný                           | 2. ledna 1998                              | 15. července 1998                          | 194                                        |                                            | KDU-ČSL                                    | Tošovský                                   |
| Funkce nevyužívána                                         | Funkce nevyužívána                         | Funkce nevyužívána                         | 1998–2004                                  | 1998–2004                                  | 1998–2004                                  |                                            |                                            |                                            |
| 2.                                                         |                                            | Jaroslav Bureš                             | 4. srpna 2004                              | 25. dubna 2005                             | 264                                        |                                            | ČSSD                                       | Gross                                      |
| 3.                                                         |                                            | Pavel Zářecký                              | 25. dubna 2005                             | 16. srpna 2006                             | 478                                        | Paroubek                                   | ČSSD                                       |                                            |
| Funkce nevyužívána                                         | Funkce nevyužívána                         | Funkce nevyužívána                         | 2006–2007                                  | 2006–2007                                  | 2006–2007                                  |                                            |                                            |                                            |
| 4.                                                         |                                            | Cyril Svoboda                              | 9. ledna 2007                              | 26. ledna 2009                             | 748                                        |                                            | KDU-ČSL                                    | Topolánek II.                              |
| 5.                                                         |                                            | Pavel Svoboda                              | 26. ledna 2009                             | 8. května 2009                             | 102                                        |                                            | KDU-ČSL                                    | Topolánek II.                              |
| 6.                                                         |                                            | Pavel Zářecký                              | 30. listopadu 2009                         | 13. července 2010                          | 225                                        |                                            | nestraník nom. ČSSD                        | Fischer                                    |
| Funkce nevyužívána                                         | Funkce nevyužívána                         | Funkce nevyužívána                         | 2010–2012                                  | 2010–2012                                  | 2010–2012                                  |                                            |                                            |                                            |
| 7.                                                         |                                            | Petr Mlsna                                 | 13. prosince 2012                          | 10. července 2013                          | 209                                        |                                            | nestraník za LIDEM                         | Nečas                                      |
| Funkce nevyužívána                                         | Funkce nevyužívána                         | Funkce nevyužívána                         | 2013–2014                                  | 2013–2014                                  | 2013–2014                                  |                                            |                                            |                                            |
| Ministr pro lidská práva, rovné příležitosti a legislativu |                                            |                                            |                                            |                                            |                                            |                                            |                                            |                                            |
| 8.                                                         |                                            | Jiří Dienstbier ml.                        | 29. ledna 2014                             | 30. ledna 2016                             | 731                                        |                                            | ČSSD                                       | Sobotka                                    |
| 9.                                                         |                                            | Jan Chvojka                                | 1. prosince 2016                           | 13. prosince 2017                          | 377                                        |                                            | ČSSD                                       | Sobotka                                    |
| Funkce nevyužívána                                         | Funkce nevyužívána                         | Funkce nevyužívána                         | 2017–2021                                  | 2017–2021                                  | 2017–2021                                  |                                            |                                            |                                            |
| Ministr pro legislativu                                    |                                            |                                            |                                            |                                            |                                            |                                            |                                            |                                            |
| 10.                                                        |                                            | Michal Šalomoun                            | 17. prosince 2021                          | 11. října 2024                             | 1029                                       |                                            | nestraník za Piráty                        | Fiala                                      |
| Funkce nevyužívána                                         | Funkce nevyužívána                         | Funkce nevyužívána                         | od 2024                                    | od 2024                                    | od 2024                                    |                                            |                                            |                                            |